# Albano Harguindeguy
Albano Eduardo Harguindeguy (Villa Valeria, 11 febbraio 1927 – Los Polvorines, 29 ottobre 2012) è stato un generale, politico e criminale argentino, ministro degli Interni dell'Argentina durante la dittatura di Jorge Rafael Videla e il Processo di Riorganizzazione Nazionale (1976-1983).

## Biografia
Fu nel suo ruolo di ministro degli Interni uno dei principali dirigenti del processo di repressione di ogni opposizione portato avanti sistematicamente con metodi brutali dal regime militare argentino. Harguindeguy poté beneficiare, insieme ad altri dirigenti legati alla dittatura, del perdono del presidente Carlos Menem (1989).
Nel 2004 si rifiutò di testimoniare ad un processo su detenzioni illegali e omicidi legati all'Operazione Condor, venendo per questo posto agli arresti domiciliari.
Morì il 29 ottobre 2012  all'età di 85 anni mentre era agli arresti domiciliari.